# Helmut Vorndran

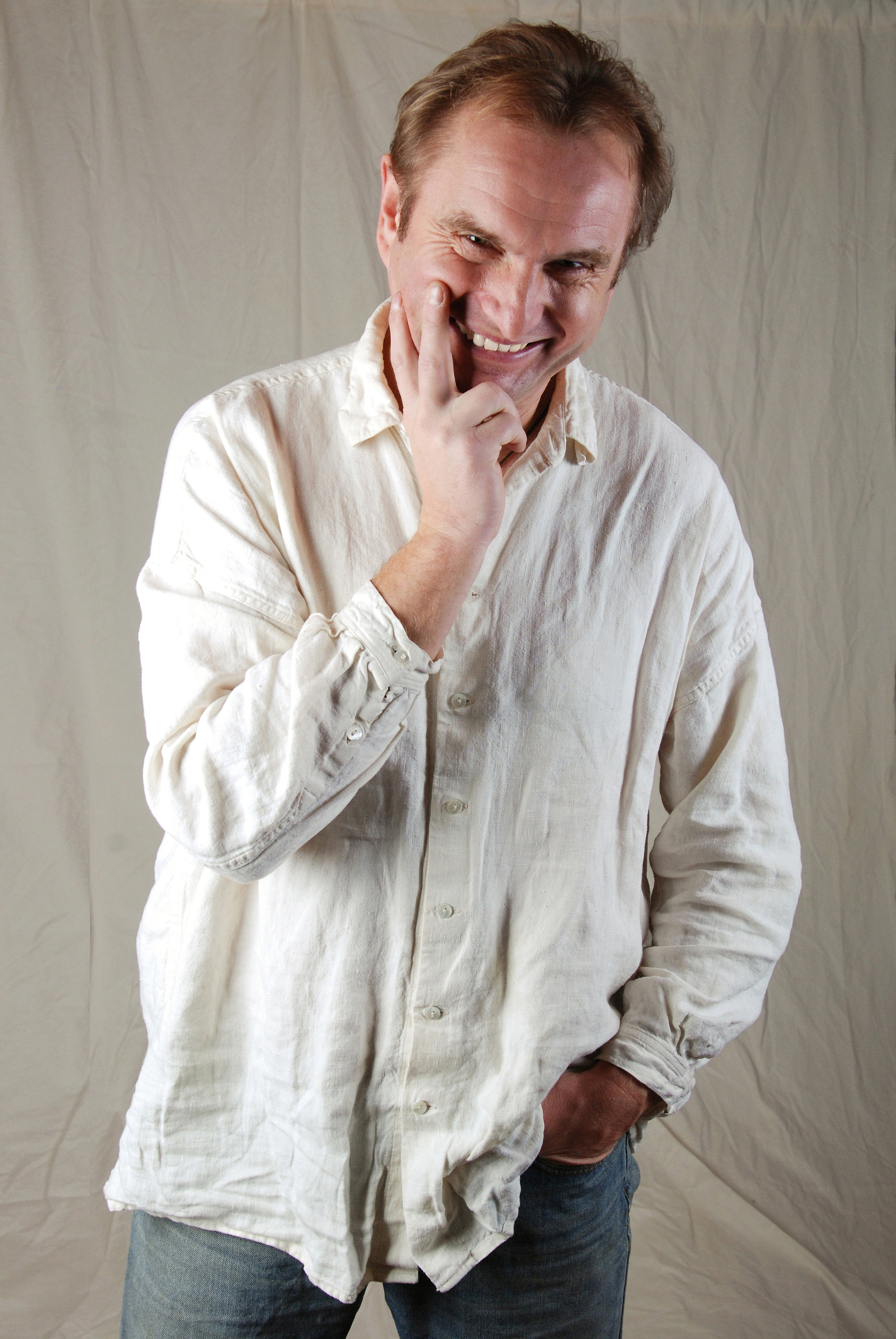
Helmut Vorndran, 2009

Helmut Vorndran (* 18. Januar 1961 in Bad Neustadt an der Saale) ist ein deutscher Kabarettist und Autor.

## Werdegang
Helmut Vorndran erlernte den Beruf des Schreiners und studierte danach Sozialpädagogik, brach jedoch das Studium ab.
Mit dem Totalen Bamberger Cabaret, das er 1984 mitbegründete, begann die Kabarettkarriere Vorndrans. Regionale Schlagzeilen machte das Trio 1994, als sich alle drei um das Amt des Oberbürgermeisters von Bamberg bewarben. Vorndran erzielte unter dem Kürzel BMW im ersten Wahlgang 1,53 % der Stimmen.
Daneben arbeitet Vorndran als Autor unter anderem für Antenne Bayern und das Bayerische Fernsehen.
Seit 1990 lebt er in einer alten Mühle an der Itz in Rattelsdorf bei Bamberg.
2009 erschien beim Emons Verlag sein erster Frankenkrimi Das Alabastergrab. Dieser Krimi spielt in und um Bamberg und auf Kloster Banz, dem Sitz der CSU-nahen Hanns-Seidel-Stiftung und mitunter Tagungsort der CSU-Führungsspitze, gelegen bei Bad Staffelstein. In seinem Vorwort dankt Helmut Vorndran seinen Informanten aus der CSU. Innerhalb von neun Monaten wurden über 10.000 Exemplare von Alabastergrab verkauft. Die Presse beschrieb dies als Rekord für einen fränkischen Lokalkrimi, noch dazu Debütroman. Im Jahr 2012 beendete Helmut Vorndran seine Tätigkeit als Kabarettist und arbeitet seit 2013 ausschließlich als Schriftsteller.
Zwischenzeitlich erschienen zahlreiche Kriminalromane und ein Band mit Kriminalkurzgeschichten. Die Titel der Kriminalromane folgen dem Alphabet. Inzwischen ist der Autor beim Buchstaben R angelangt; 2020 erschien der Kriminalroman Das Makarov-Puzzle, 2021 der Roman Natternsteine als Band elf der Serie Kommissare Haderlein, Lagerfeld und Riemenschneider Bücher sowie 2022 der Band Obsidiangold.
Im Jahre 2016 erschien zudem sein erster Historienroman Isarnon: Stadt über dem Fluss, dessen Handlung einige Jahrzehnte vor Christi Geburt in der Welt der süddeutschen Kelten angesiedelt ist.

## Bücher

### Reihe Kommissare Haderlein, Lagerfeld und Riemenschneider
- Das Alabastergrab. Emons, Köln 2009, ISBN 978-3-89705-642-8.
- Blutfeuer. Emons, Köln 2010, ISBN 978-3-89705-728-9.
- Der Colibri-Effekt. Emons, Köln 2012, ISBN 978-3-89705-953-5.
- Drei Eichen. Emons, Köln 2013, ISBN 978-3-95451-123-5.
- Das fünfte Glas. Emons, Köln 2014, ISBN 978-3-95451-311-6.
- Habakuk. Emons, Köln 2015, ISBN 978-3-95451-693-3.
- Der Jade-Sauropsid. Emons, Köln 2017, ISBN 978-3-7408-0216-5.
- Die Kamuelsfeder. Emons, Köln 2018, ISBN 978-3-7408-0398-8.
- Lupinenkind. Emons, Köln 2019, ISBN 978-3-7408-0690-3.
- Das Makarov-Puzzle. Emons, Köln 2020, ISBN 978-3-7408-0959-1.
- Natternsteine. Emons, Köln 2021, ISBN 978-3-7408-1340-6.
- Obsidiangold. Emons, Köln 2022, ISBN 978-3-7408-1584-4.
- PHI. Emons, Köln 2023, ISBN 978-3-7408-1949-1.
- Die Quokka-Insel. Emons, Köln 2024, ISBN 978-3-7408-2217-0.
- Rattenharpyie. Emons, Köln 2025, ISBN 978-3-7408-2510-2.

### Reihe Thermentod
- Das Horrorskop. 2013
- Der Fall Buddha. 2014
- Just Married. 2015
- Diamantwasser. 2018

### Einzelwerke
- Tot durch Franken. Mords-Geschichten. Emons, Köln 2011, ISBN 978-3-89705-895-8.
- Isarnon: Stadt über dem Fluss. Emons, Köln 2016, ISBN 978-3-95451-941-5.